# Musée d'art moderne de Kyoto
Le musée d’art moderne de Kyoto ou Momak (en japonais : 京都国立近代美術館) est un musée national d’art moderne à Kyoto, au Japon.

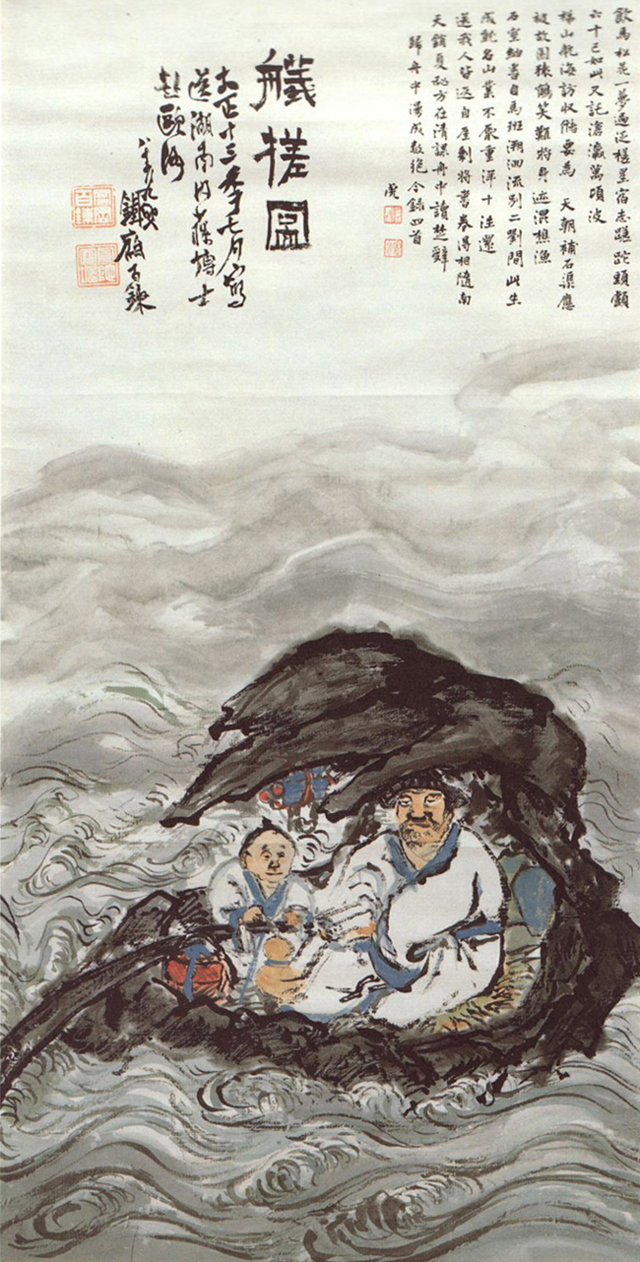
Œuvre de Tomioka Tessai, au musée d’art moderne de Kyoto.

## Historique
Les musées sont des institutions artistiques relativement récentes au Japon. Le musée d'art moderne de Kyoto (Momak) est initialement un Musée annexe du musée d'art moderne de Tokyo. Le Momak est établie sur son site actuel le 1er mars 1963. Son bâtiment est alors un ancien bâtiment auxiliaire de la municipalité et hall d'exposition de Kyoto pour les affaires industrielles. Il est cédé par la ville de Kyoto au musée national après restauration. Le 1er juin 1967, le musée de Kyoto annexe devient officiellement le musée d'art moderne de Kyoto. Dix-sept ans plus tard, l'ancien bâtiment est démantelée et le bâtiment actuel, conçu par Fumihiko Maki, est édifié Le musée est ouvert au public, dans ce nouvel édifice, le 26 octobre 1986.

## Localisation
Le musée d’art moderne de Kyoto est un peu à l'est du centre historique, à proche distance. Il est entouré notamment du parc Okazaki, du sanctuaire Heian-jungū, du musée municipal d'art de Kyoto et du ROHM Theatre Kyoto.

## Description
Il a une superficie totale de plancher de 9 761,99 m2 et une surface d’exposition de 2 604,94 m2 surface d'exposition,.

## Collections
Le Momak est une institution nationale dédiée à la collecte et la conservation d’œuvres d'art et de documents de référence connexes du XXe siècle et XXIe siècle au Japon et dans d'autres parties du monde. Un accent particulier est mis sur les artistes ou mouvements artistiques de Kyoto et de la région du Kansai (la région de l'Ouest du Japon), tels que des peintures des écoles de Kyoto.
Le musée associe des expositions temporaires et une collection permanente. Celle-ci comprend des œuvres choisies de la peinture de style japonais et de la peinture de style occidental avec des créations d’artistes mondialement connus, des gravures, des sculptures, de l’artisanat (céramique en particulier) et des photographies. Les œuvres présentées tournent une vingtaine de fois par an.,.
Ce musée couvre aussi l’art photographique, avec une collection permanente basée notamment sur la collection Arnold Gilbert. M. et Mme Arnold Gilbert, de Chicago, étaient tous deux des photographes passionnés et des collectionneurs. Leur collection permet de suivre l'histoire de la photographie et inclut de grands noms de la photographie, dont Ansel Adams et Edward Weston. D'autres travaux de photographes composent la collection du musée, dont des œuvres de Akira Komoto.

## Parmi les artistes présentés
- Yaacov Agam (1928-  ), Israël
- Pierre Alechinsky (1927-  ), Belgique
- Jean Arp (1886–1966), France
- Georges Braque (1882–1963), France
- André Breton (1896–1966), France
- Marc Chagall (1887–1985), France
- Dale Chihuly (1941-  ), États-Unis
- Max Ernst (1891–1976), Allemagne
- Tsuguharu Fujita (1886–1968), Japon
- Heihachirō Fukuda (1892-1974), Japon
- Barbara Hepworth (1903–1975), Grande-Bretagne
- Kaii Higashiyama (1908–1999), Japon
- David Hockney (1937-  ), Grande-Bretagne
- Wassily Kandinsky (1866–1944), Roumanie
- Takeuchi Seihō (1864-1942), Japon
- Tomioka Tessai (1837–1924), Japon
- Frank Lloyd Wright (1867–1959), États-Unis
- Bernard Buffet (1928–1999), France
- Yasuo Mizui (1925–2008), Japon

### Catalogue collectif
Le catalogue collectif des collections des musées d'art nationaux du Japon est un catalogue consolidé des objets détenus par les quatre musées d'art nationaux du Japon : le musée d’art moderne de Kyoto, le musée d'art moderne de Tokyo (MOMAT), le musée national d'art d'Osaka (NMAO) et le musée national de l'art occidental de Tokyo.